# Ciortorîia, Illinți
Ciortorîia (în ucraineană Чортория) este un sat în comuna Horodok din raionul Illinți, regiunea Vinnița, Ucraina.

## Demografie
Componența lingvistică a localității Ciortorîia
     Ucraineană (99,33%)
     Alte limbi (0,68%)
Conform recensământului din 2001, majoritatea populației localității Ciortorîia era vorbitoare de ucraineană (99,33%), existând în minoritate și vorbitori de alte limbi.